# Masacre de Częstochowa
La masacre de Częstochowa, también conocida como el Lunes Sangriento, fue cometida por las fuerzas alemanas de la Wehrmacht a partir del cuarto día de la Segunda Guerra Mundial en la  ciudad polaca de Częstochowa, entre el 4 y el 6 de septiembre de 1939. Los tiroteos, palizas y saqueos continuaron durante tres días en más de una docena de lugares distintos de la ciudad. Aproximadamente 1140 polacos civiles (150 de los cuales eran étnicamente  judíos), fueron asesinados.

## Antecedentes
La ciudad de Częstochowa (117 000 habitantes en 1931) fue invadida por el Ejército alemán el 3 de septiembre de 1939 sin lucha, durante la invasión alemana de Polonia, ya que las unidades polacas del Ejército "Cracovia" de la 7ª División de Infantería de Polonia, estacionadas allí, se habían retirado a causa de la Batalla de Częstochowa (1939) ocurrida el día anterior. Muchos hombres sanos abandonaron la ciudad junto con los soldados polacos. El Regimiento de Infantería 42 "Bayreuth" del 10º Ejército de la Wehrmacht entró en la ciudad a primera hora de la tarde. Ese día, sus cañones no estaban cargados, ya que el mando de la Wehrmacht estaba más preocupado por el riesgo de "fuego amigo" causado por la inexperiencia y el nerviosismo de las tropas, que por la posible amenaza de la retaguardia polaca. Cabe destacar que los disparos salvajes alemanes causados por el miedo habían estallado en otros lugares, a menudo conduciendo a masacres de civiles como en Kajetanowice.
Los diarios archivados de los soldados alemanes, así como los informes oficiales del ejército, revelan que la población civil restante de la ciudad actuó pacíficamente y no obstaculizó al ejército alemán en modo alguno. La noche del 3 de septiembre transcurrió sin incidentes. En los registros de casas y comercios no se encontraron armas ocultas.

## Masacre

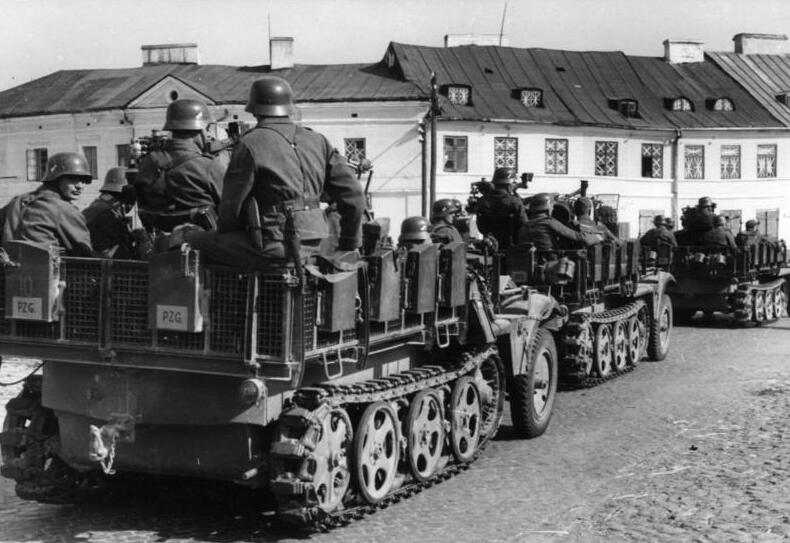
La Wehrmacht entrando en los suburbios de Czestochowa

El cuartel general del Regimiento, situado a 20 km al sur de la ciudad, recibió un informe en la tarde del 4 de septiembre de las unidades alemanas del 42º Regimiento (46ª División de Infantería (Wehrmacht)), alegando que habían sido atacados por "partisanos polacos" en dos incidentes diferentes; uno en el patio de la Escuela Técnica donde estaba estacionado el regimiento, y otro que implicaba a una prisioneros custodiada por el 97.º Regimiento. Los soldados alemanes afirmaron haber sido tiroteados desde una de las casas cercanas a donde se encontraban.
Sin embargo, informes posteriores y testimonios de soldados informan de que ninguno de los testigos alemanes fue capaz de describir a los supuestos atacantes. Un registro de casas que tuvo lugar después de la masacre no consiguió encontrar a ninguna "persona sospechosa". Según el historiador alemán Jochen Böhler, los tiroteos fueron perpetrados por personas presas del pánico y nerviosas (muy probablemente bajo la influencia de estimulantes) Los soldados alemanes que luego utilizaron a los imaginarios o inventados "partisanos polacos" como excusa para sus acciones temerarias y la masacre que siguió. Según un testigo ocular polaco del suceso, que había sido detenido y formaba parte de una columna de cautivos polacos bajo la guardia alemana, soldados de la Wehrmacht dispararon desde una ametralladora contra la columna de prisioneros lo que provocó el pánico entre los que intentaban escapar de la muerte. Como consecuencia de ello, los guardias que escoltaban la columna empezaron a disparar a mansalva contra ellos. En el tiroteo fueron asesinados unos 200 polacos y judíos.
La segunda parte de la masacre tuvo lugar en otra parte de la ciudad después de que cesaran los primeros disparos salvajes. Según el testimonio de Helena Szpilman ante el Comité Histórico Judío, los soldados alemanes  rodearon a civiles polacos y judíos de sus casas y los obligaron a marchar a la plaza Magnacki, frente a la catedral de la ciudad. Allí les obligaron a tumbarse boca abajo en el suelo y les dijeron que fusilarían a cualquiera que se moviera. En total había varios miles de personas, incluidos ancianos, niños y mujeres. El teniente coronel Ube, que estaba al mando de las unidades de la Wehrmacht que llevaron a cabo la masacre (y que fue el autor del informe al mando del regimiento que culpó del fusilamiento a los "partisanos polacos") estimó que en la plaza se habían reunido unas 10.000 personas. Testigos presenciales y supervivientes dan estimaciones similares sobre el número de personas reunidas.
Tras separar a los hombres de las mujeres, los registraron y fusilaron en el acto a los que llevaban una navaja de afeitar o una navaja de bolsillo. A los hombres restantes se les dijo que entraran en la iglesia, pero cuando empezaron a moverse para hacerlo los soldados alemanes abrieron fuego contra ellos con ametralladoras y armas de mano. Según el testimonio de Henoch Diamant, que resultó herido en el tiroteo, varios centenares de personas murieron en el acto y unas 400 resultaron heridas. El desarrollo de la masacre frente a la catedral fue captado en forma de relato por un fotógrafo alemán, desde la redada inicial hasta los polacos y judíos que aguardaban su destino, pasando por las fotos de los cadáveres esparcidos por las calles de la ciudad y la plaza de la catedral. Esta colección de fotos fue adquirida por un soldado estadounidense a un ametrallador alemán capturado cerca del final de la guerra.

### Recuento de muertos
Según el informe oficial redactado por el teniente coronel Ube: en el curso de la "acción de castigo por actividad partisana" habían muerto 3 mujeres y 96 hombres. Sin embargo, en la primavera de 1940, el alcalde alemán de Czestochowa, Richard Wendler, dio permiso para la exhumación de los cadáveres por parte del ayuntamiento. Se desenterraron unos 227 cadáveres, incluyendo 194 hombres, 25 mujeres y 8 niños; 22 víctimas fueron identificadas como judías. Los cuerpos fueron exhumados en varios lugares, entre ellos en la calle Krakowska (54), en Garncarska (40), junto al ayuntamiento (48) y en la calle Piotrkowska (4). También hubo varios asesinatos a menor escala llevados a cabo en varios puntos de la ciudad, entre ellos de pacientes en un hospital militar que estaba dirigido por la Cruz Roja.
Según el Centro de Documentación de la Historia de Częstochowa, al menos 600 personas fueron asesinadas en la ciudad ese día. Algunas estimaciones de víctimas elevan el número a más de 1000; 990 de etnia polaca y 110 judíos (más de 40 000 judíos fueron asesinados posteriormente tras la liquidación del Gueto de Częstochowa).

## Incidentes similares
Uno de los regimientos que llevó a cabo las masacres de Częstochowa se vio implicado dos días después en un incidente muy similar en el pueblo polaco de Kajetanowice, aunque a menor escala. Una vez más, disparos desconocidos alcanzaron al regimiento (de nuevo muy probablemente debido a fuego amigo) lo que provocó que los nerviosos soldados comenzaran a disparar a mansalva. "Dispararon a ciegas contra las casas", según testigos presenciales, y luego ordenaron a todos los hombres del pueblo que se reunieran en un descampado. Allí ejecutaron a los que acataron la orden. En total se identificaron 72 víctimas de la masacre de Kajetanowice (un tercio de los habitantes del pueblo), incluidos un bebé, cinco niños pequeños, catorce adolescentes, doce mujeres y seis ancianos. Uno de los soldados que participó en la acción declaró a la testigo Wiktoria Czech que sabía que los aldeanos eran inocentes pero que el regimiento había recibido órdenes de matar a todos los civiles. Otro soldado comentó que "a los polacos hay que asesinarlos cuando aún están en la cuna". Posteriormente, todo el pueblo fue quemado hasta los cimientos.
Las "pérdidas" de las unidades alemanas del 42º regimiento en Kajetanowice consistieron en dos caballos muertos, ambos probablemente abatidos por fuego amigo. El informe oficial de la unidad declaró que la masacre y el incendio del pueblo se llevaron a cabo como venganza por matar dos caballos alemanes.

## Investigaciones de posguerra
En 1985 se llevó a cabo una investigación sobre la masacre en Bayreuth, Alemania, con antiguos soldados del 42º Regimiento de Infantería. La mayoría de ellos seguía afirmando haber recibido disparos desde casas cercanas antes de la masacre, pero ninguno pudo describir a los supuestos atacantes. Un ex soldado incluso admitió que no tenía ni idea de si los supuestos atacantes eran "soldados, partisanos o civiles". Varios ex soldados admitieron que se había desatado un pánico general entre las tropas alemanas, en el que todos corrían a por sus armas, tropezaban unos con otros y disparaban a mansalva. Uno de los oficiales del regimiento recordó que se había enfurecido con sus soldados por su total falta de disciplina.
Los antiguos soldados de la unidad también admitieron que en la búsqueda que siguió no encontraron armas ni, para el caso, hombres sanos, sólo algunas mujeres con niños y algunos ancianos.  El ex soldado Hans M. declaró: "Nunca vi a ningún partisano en Częstochowa con mis propios ojos".
Con respecto a la segunda masacre cerca de la catedral, el ex soldado de la Wehrmacht Fritz S. en una declaración inicial afirmó que después de que cesaran los disparos salvajes se le ordenó pedir educadamente a los civiles que abandonaran sus casas y se reunieran en una iglesia. Sin embargo, Fritz S. volvió voluntariamente a los investigadores varios días después y cambió su declaración. Declaró que la orden era sacar por la fuerza a los civiles de sus casas y ponerlos en fila boca abajo en el suelo. Añadió que "quiero subrayar que nunca pedí educadamente a ningún civil que abandonara su casa. De hecho, los echamos".
La masacre también fue investigada por el Comité Histórico Judío y el gobierno de Czestochowa. En 2009, el Instituto del Recuerdo Nacional polaco encontró fosas comunes cerca de la estación de tren de Stradom que contenían unos 2000 cadáveres, aunque por el momento no está claro si los cuerpos están relacionados con esta masacre o con asesinatos posteriores perpetrados por los nazis. También en 2009, se descubrieron los diarios de Bolesław Kurkowski. Kurkowski fue testigo de las masacres y más tarde participó en la exhumación de algunos de los cuerpos en 1940, como trabajador forzado (la existencia de los diarios se conocía de antemano por varios fragmentos disponibles).
En el 70.º aniversario de la invasión alemana de Polonia, en septiembre de 2009, la emisora pública alemana Rundfunk Berlin-Brandenburg tenía previsto rodar un documental sobre el tema de la masacre de Częstochowa, ya que las atrocidades de guerra de la Wehrmacht no eran muy conocidas en Alemania (en contraste con las atrocidades de guerra de las SS y las cometidas tras la Invasión de la Unión Soviética por Hitler).